# Дисторсия времени

Художественное или символическое воплощение дисторсии времени

Дисто́рсия вре́мени (англ. time perception distortion) — психологический термин, означающий изменение в восприятии времени, при котором время может ощущаться растянутым или сжатым, невзирая на фактическую длину временного отрезка. При замедлении времени могут создаваться оптические иллюзии размытия движущегося объекта. Дисторсия времени может также вызывать искажённое восприятие прошлого или будущего. Порой протекает бессознательно. Причиной изменения восприятия часто являются психологические травмы, физическая активность, приём веществ, влияющих на психическое состояние и сознание.

## История
Выделение дисторсии времени в качестве отдельного феномена началось относительно недавно. Психолог Поль Фрес в 1978 году писал о том, что в стрессовой ситуации происходит переоценка переживаемого времени, и решающую роль в этом играет состояние аффекта. Некоторые психологи выделяют такую категорию, как психологическое время личности, и отмечают субъективность восприятия времени.
В ненаучной среде также расхоже мнение о том, что время воспринимается индивидуально, а также о том, что в стрессовой ситуации многие ощущают дисторсию — растянутое время. Так, получили широкое распространение рассказы лётчиков и военных об экстренных ситуациях, эти истории не имеют фактологического подтверждения, однако и опровергнуть их сложно, поскольку речь идёт о субъективном восприятии события. Авторы книги «Психологическое время» объясняют, что время естественным образом растягивается в восприятии, в случае повышенной событийной плотности.
Ощущение времени зависит от мозговой активности. Эффект замедленного времени сопровождается повышением мозговой активности, вызываемой выбросом адреналина. Серьёзное снижение активности мозга, вызванное «вымыванием катехоламинов», происходит как правило после события.
Восприятие продолжительности события моделируется нашим недавним опытом. Люди обычно удлиняют в восприятии продолжительность события, произошедшего с ними впервые. Так, например, хорошо знакомая дорога нередко кажется короче незнакомой. А неожиданное внезапное событие, существующее в разврыве с опытом, может казаться длиннее.

## Суть феномена

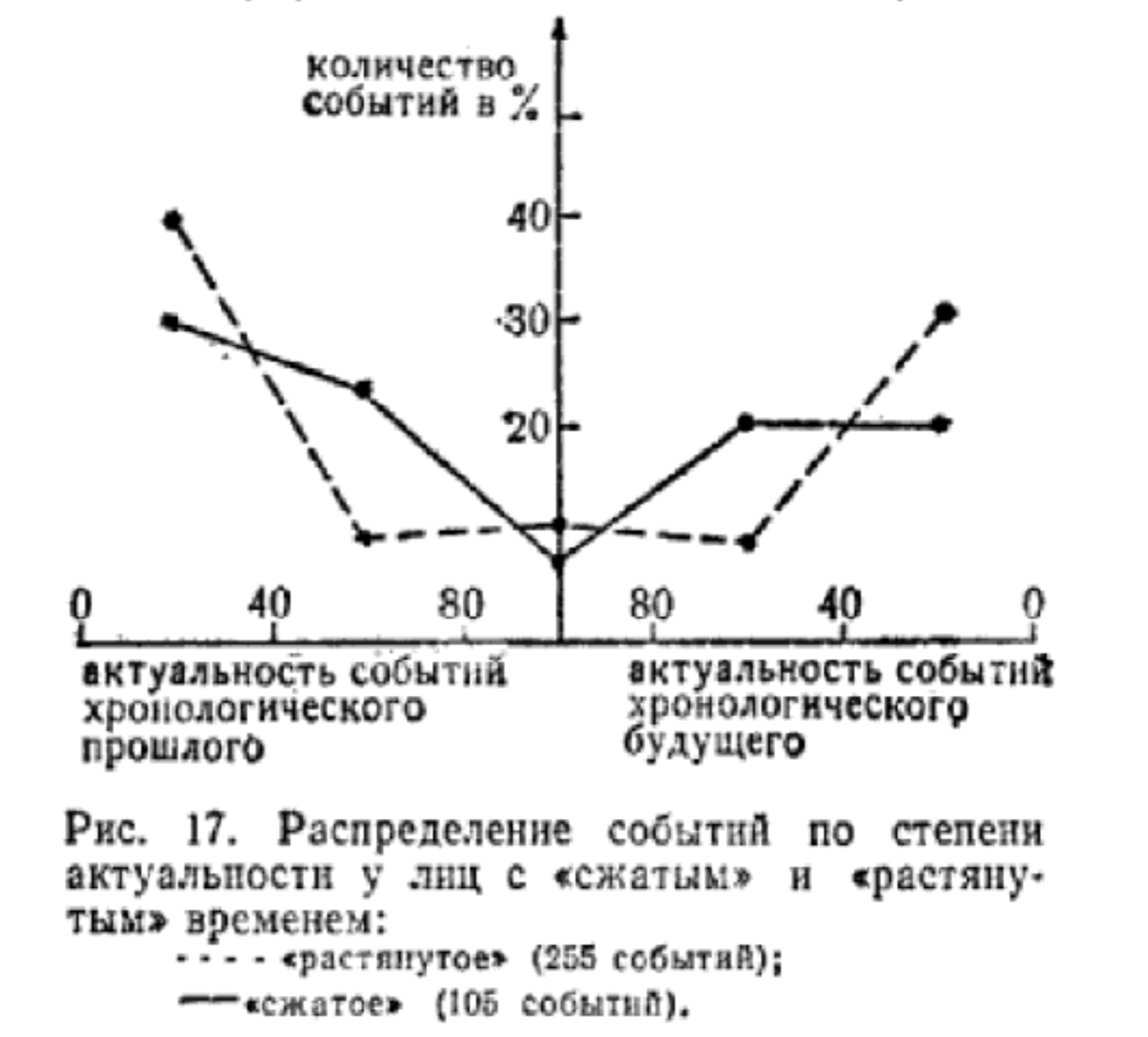
Распределение событий по степени актуальности у лиц с «сжатым» и «растянутым» временем.

Дисторсия типа растянутое время встречается чаще, чем сжатое время. Случаи её возникновения классифицируются, исходя из причин возникновения.

### Страх и стрессовые ситуации
Исследования показывают, что время кажется замедленным для человека во время стрессовых ситуациях таких, как автомобильная авария, грабёж, погоня, прыжки с парашютом или прыжки с тарзанки, потенциальная угроза хищника или близость с сексуальным партнёром (которая вызывает сексуальное возбуждение, которое в свою очередь вырабатывает адреналин). Во время насильственных и угрожающих жизни ситуаций люди часто замечают, что, например, объекты падают медленнее. Несмотря на то, что очевидцы обычно сообщают, что время кажется замедленным во время пугающих событий, остаётся неясным, растянулось ли время в восприятии в момент события или это иллюзия, созданная запоминанием эмоционально значимого события.

### Другие эмоциональные состояния
Если стрессовые ситуации влияют на восприятие времени, возможно, что положительные эмоции также могут менять его. Восприятие эмоций других людей влияет на наше чувство времени. Теория воплощённого разума (или познания), вызванная зеркальными нейронами, помогает объяснить, как восприятие эмоций других людей способно изменить собственное чувство времени. Зеркальное восприятие зависит от внутреннего процесса, который имитирует эмоциональное состояние другого человека. Например, если человек № 1 проводит время с человеком № 2, который говорит и ходит невероятно медленно, внутренние часы человека № 1 могут замедляться.
Депрессия может повысить способность воспринимать время точно. Одно исследование оценило эту концепцию, попросив испытуемых оценить количество времени, которое прошло в промежутках от 3 до 65 секунд. Результаты показали, что пациенты с депрессией более точно оценивали количество прошедшего времени, чем пациенты без депрессии; субъекты без депрессии переоценили ход времени. Предполагалось, что это различие связано с тем, что подавленные субъекты меньше фокусируются на внешних факторах, которые могут искажать их суждения о времени. Авторы назвали это гипотетическое явление «депрессивным реализмом».

### Сон
Человек может воспринимать короткий сон так, словно он длился вечность, но на самом деле сон протекал всего несколько секунд или, может быть, минут.
Восприятие времени приостанавливается во время сна и чаще всего во время фазы быстрого сна. Это может быть связано с изменённым состоянием сознания. Когда человек остаётся в неведении относительно своего окружения, получение информации о времени затрудняется. Когда человек просыпается утром, он помнит, как ложился спать прошлой ночью, но новые воспоминания редко рождаются во время сна.
Поэтому проснувшись на следующее утро человеку кажется, что время не текло. Человеческий разум считает, что прошло много часов просто потому, что стало светло. Проживание времени является относительным событием, вызванным наблюдением за объектами (местонахождение Солнца, Луны, стрелки часов). Без контрольной точки не было бы никакого контекста для анализа, кроме дня или ночи. Таким образом, ощущение дисторсии времени во сне могут быть связаны с отсутствием контрольных точек.

### Психоактивные вещества
Психостимуляторы дают завышенные значения продолжительности времени, тогда как депрессанты и анестетики дают заниженные значения.

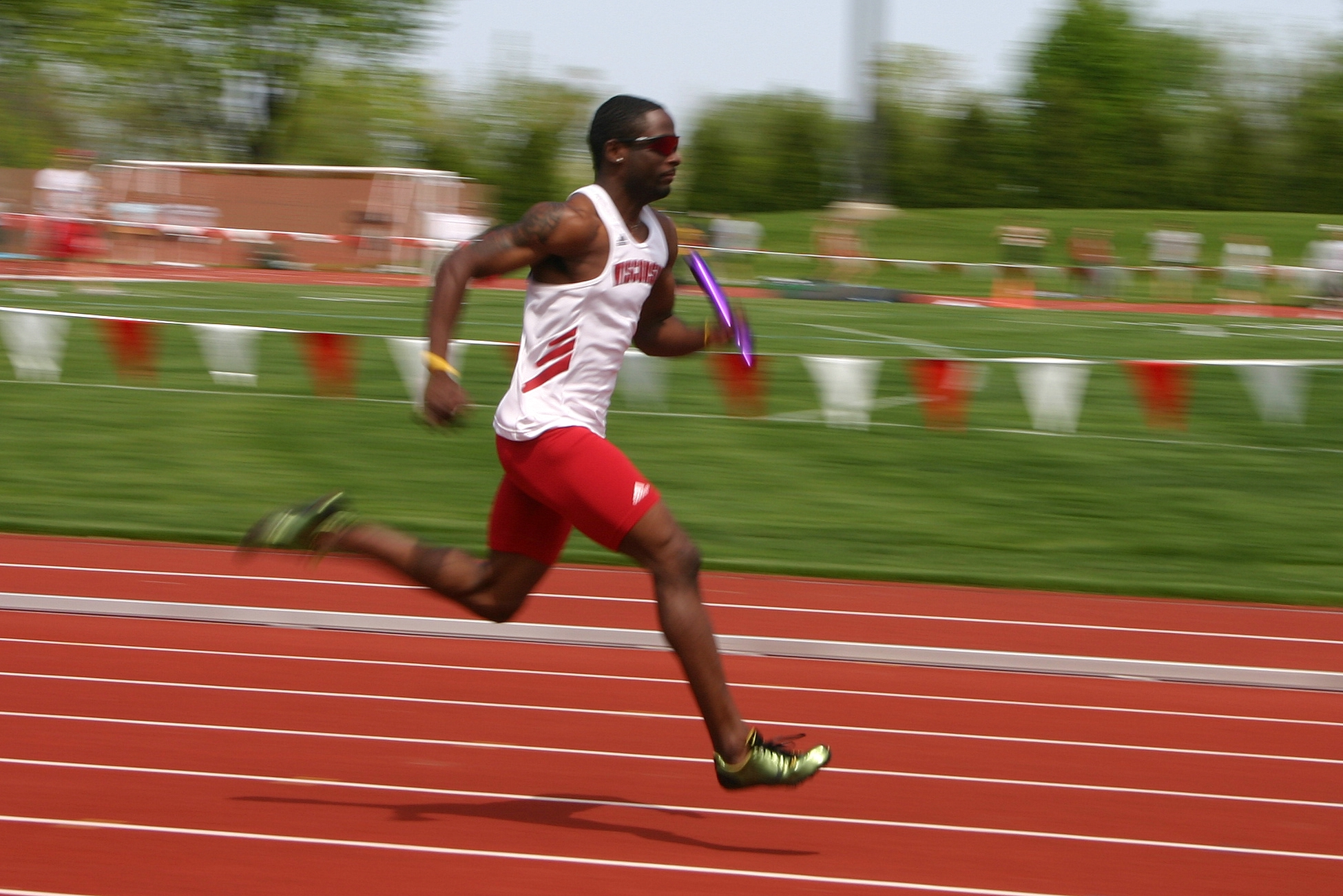

## Критика
В ходе эксперимента, проведённого в 2007 году была предложена идея, что эффект дисторсии появляется только в момент ретроспективной оценки, а не происходит одновременно с событием. Восприятие времени проверялось путём свободного падения и путём измерения чувствительности людей к мерцающим раздражителям. Результаты показали, что временное разрешение субъектов не увеличивалось из-за пугающего события — падения.
Однако метаанализ , проведённый Университетом Турку, ставит под сомнение обоснованность эксперимента 2007 года. Метаанализ показал, что когнитивные процессы на самом деле усиливаются в некоторых случаях, что приводит к замедленному восприятию времени.
Эксперимент 2012 года использовал в качестве исследуемой группы спортсменов и показал, что хорошая физическая подготовка может привести к замедлению восприятия времени благодаря усиленной сенсорной обработке. В эксперименте испытуемые показали меньшую восприимчивость к частоте мерцания и проявили умение хорошо распознавать быстро показанные буквы.
Также в ходе эксперимента людям показывали отрывки из фильмов, которые должны вызывать страх, поскольку принято считать, что страх вызовет эффект растянутого времени. Однако после, этой же группе зрителей были показаны видеоролики, вызывающие чувство грусти или эмоционально нейтральные ролики — прогноз погоды и обновления фондового рынка. Разницы в восприятии времени при просмотре страшных и нейтральных видеороликов обнаружено не было. Существует мнение, что страх вызывает состояние возбуждения в миндалевидном теле, что увеличивает скорость гипотетических «внутренних часов». Это может быть результатом срабатывания защитного механизма, в условиях угрожающей ситуации.

## Влияние явления на массовую культуру
Прежде чем данный феномен был изучен в сфере психологии и когнитивных исследований, о нём задумывались в сфере искусств.
Так, пуантилизм предлагал зрителю через картины увидеть течение времени в рамках статичного изображения, добиваясь данного оптического эффекта путём раскладывания оттенка на составляющие его цвета.
Футуристы стремились зафиксировать явления, недоступные человеческому взгляду, среди таких и дисторсия времени, возникающая, к примеру, в работе Джакомо Балла «Динамизм собаки на поводке».
Кинематограф также подверг время анализу. Так, эффект саспенса достигается за счёт растягивания времени, оттягивания момента, добавления дополнительных деталей.